# NES2FOMA
NES2FOMA（ネスツーフォーマ）は、かつて存在していたクレイジーワークのゲームソフト変換サービスである。

## 概要
ファミリーコンピュータのゲームソフトのROMファイルをiアプリに変換するサービスであったが、任天堂から著作権侵害の警告を受けたため、2007年12月以降は利用できなくなった。